# Don't Look Back in Anger
Singles de Oasis
Wonderwall
(1995) Champagne Supernova
(1996)
Pistes de (What's the Story) Morning Glory?
Wonderwall Hey Now!
Don't Look Back in Anger est le 5e single extrait du deuxième album d'Oasis,  (What's the Story) Morning Glory? sorti en 1995. Le single, lui, est sorti en 1996. Cette chanson se distingue par son introduction au piano qui n'est pas sans rappeler Imagine de John Lennon. Cette chanson, tout comme l'album, a connu un immense succès partout dans le monde, principalement en Grande-Bretagne et devint rapidement un hymne scandé par les foules lors de matchs de football. C'est la première chanson d'Oasis à être entièrement chantée par Noel Gallagher et non par son frère  Liam.

## Historique
Il est supposé que le titre fait référence à la chanson Look Back in Anger de David Bowie ou à la pièce de John Osborne La paix du dimanche (Look Back in Anger en version originale).
En 2010, la radio XFM a réalisé un sondage pour déterminer les 1000 meilleures chansons anglaises de rock (tous genres confondus) de tous les temps. Don't Look Back in Anger est arrivé en 10e position.
La chanson a été classée 2e meilleure chanson britannique de tous les temps par XFM en 2010 lors d'un sondage semblable.
Le clip, quant à lui, met en scène le groupe en train d'interpréter la chanson, dans une villa avec piscine entourée de jeunes filles. À noter l'apparition de Patrick Macnee, célèbre acteur de Chapeau melon et bottes de cuir, dans le rôle du chauffeur qui ramène le groupe à la fin du clip. Cette époque marque l'apogée de l'Oasismania.
La chanson a été jouée au Stade de France le mardi 13 juin 2017 en ouverture du match amical France-Angleterre par la musique de la Garde républicaine en hommage aux victimes des attentats de Manchester (22 mai 2017) et de Londres (3 juin 2017).
Dans l'album éponyme sorti en 2019, Pete Doherty & the Puta Madres reprennent un couplet de Don't Look Back in Anger sur le titre Someone Else To Be.

## Charts
| Chart (1995/1996)                 | Meilleure position |
| --------------------------------- | ------------------ |
| Australia ARIA Singles Chart      | 19                 |
| Irish Singles Chart               | 1                  |
| UK Singles Chart                  | 1                  |
| U.S. Billboard Hot 100            | 55                 |
| U.S. Billboard Modern Rock Tracks | 10                 |